# 韦尔贡
韦尔贡（法語：Vergons）是法国上普罗旺斯阿尔卑斯省的一个市镇，位于该省东南部，属于卡斯泰拉讷区。该市镇2009年时的人口为111人。

## 交通
法国国道N202线经过韦尔贡。

## 人口
韦尔贡人口变化图示
| 数据来源：INSEE |